# Barrio Santa Juanita el Depósito
Barrio Santa Juanita el Depósito är en ort i kommunen San José del Rincón i delstaten Mexiko i Mexiko. Samhället hade 730 invånare vid folkräkningen 2020.